# Kanton Meulan-en-Yvelines
Kanton Meulan-en-Yvelines (fr. Canton de Meulan-en-Yvelines) je francouzský kanton v departementu Yvelines v regionu Île-de-France. Skládá se z devíti obcí.

## Obce kantonu
- Chapet
- Évecquemont
- Gaillon-sur-Montcient
- Hardricourt
- Meulan
- Mézy-sur-Seine
- Les Mureaux
- Tessancourt-sur-Aubette
- Vaux-sur-Seine